# 班吉体育场
班吉体育场是一座位于中非共和国首都班吉市的地标性建筑，也是中非共和国的国家体育场。体育场总投资120亿非洲金融共同体法郎，由中国成套设备进出口（集团）公司总承包，烟建集团有限公司承建。

## 概况
中非共和国班吉体育场正式名称为巴泰勒米·波冈达体育场，是由中非共和国时任总统弗朗索瓦·博齐泽在体育场的启用仪式上宣布的，以此纪念中非共和国国父巴泰勒米·波冈达。
体育场占地面积119,288平方米，体育场用地面积34,482平方米，建筑面积18,450平方米，20,000人座，拥有400米塑胶跑道、3,000米障碍赛辅助跑道及水池、天然草皮足球场以及全套的田赛项目设施。2003年12月开工，2006年5月竣工，是截至当时中非共和国有史以来最大、最先进的一项体育工程。
班吉体育场当前是中非共和国国家足球队的主场。

## 用途
班吉体育场一般被用作举办足球赛事，但作为中非共和国最大的体育场，它通常也会举办一些大型活动。如时任总统弗朗索瓦·博齐泽就曾在班吉体育场举行集会，宣布代表他所领导的中非劳动党参加2010年总统大选（后延期至2011年）。此外，教宗方济各也曾于2015年11月30日到访中非共和国，并于班吉体育场主持了弥撒。

## 图集

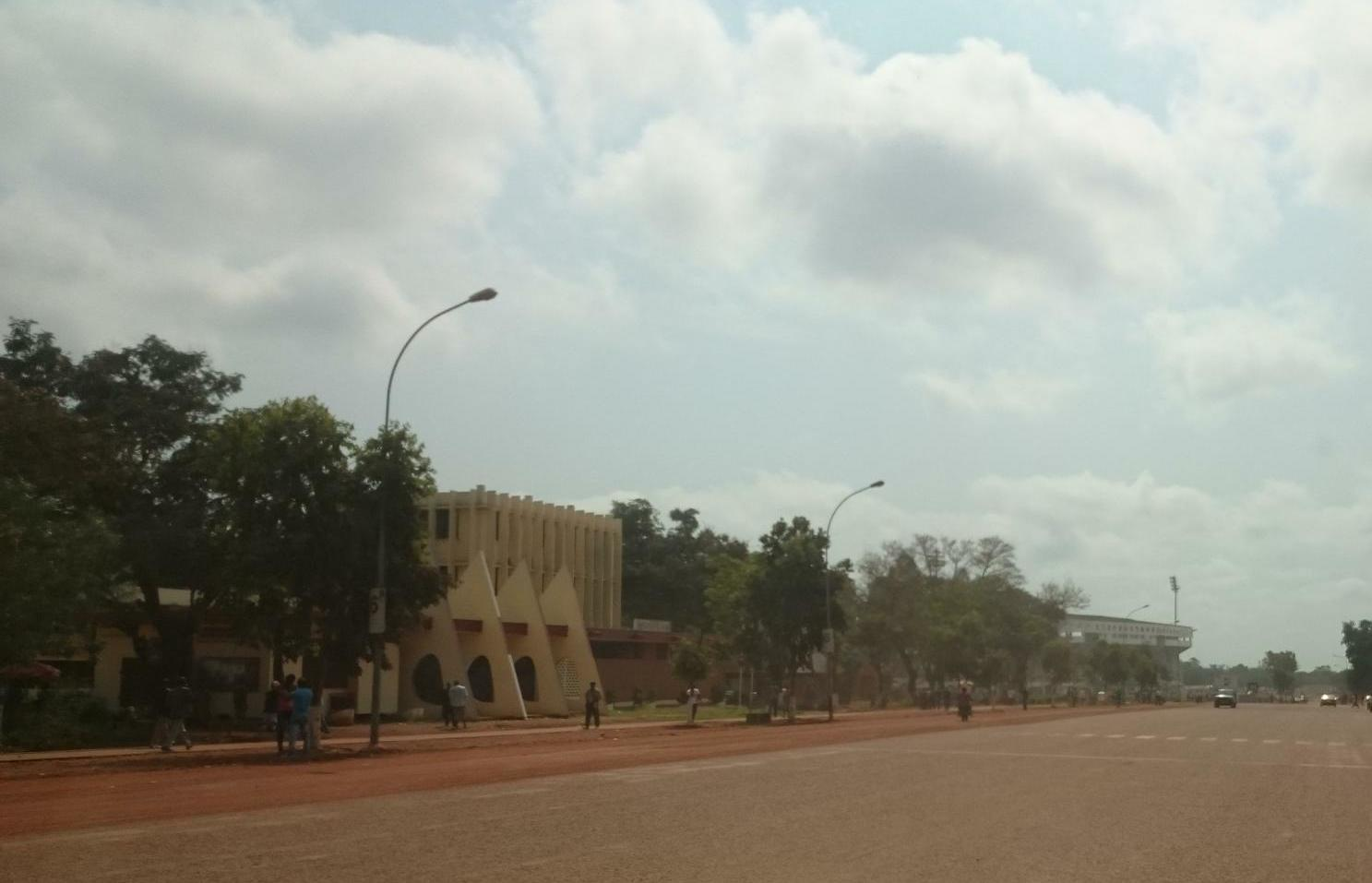
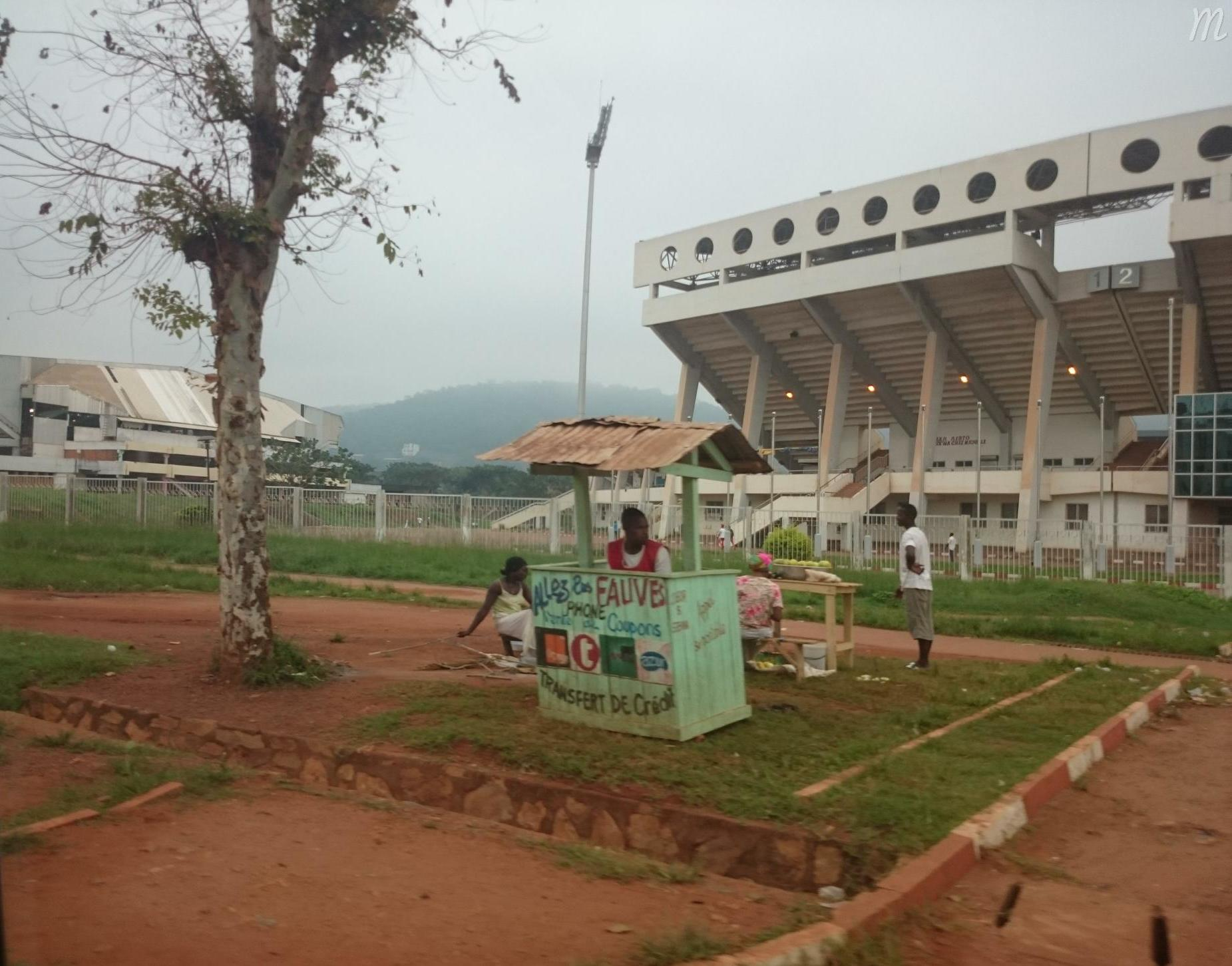
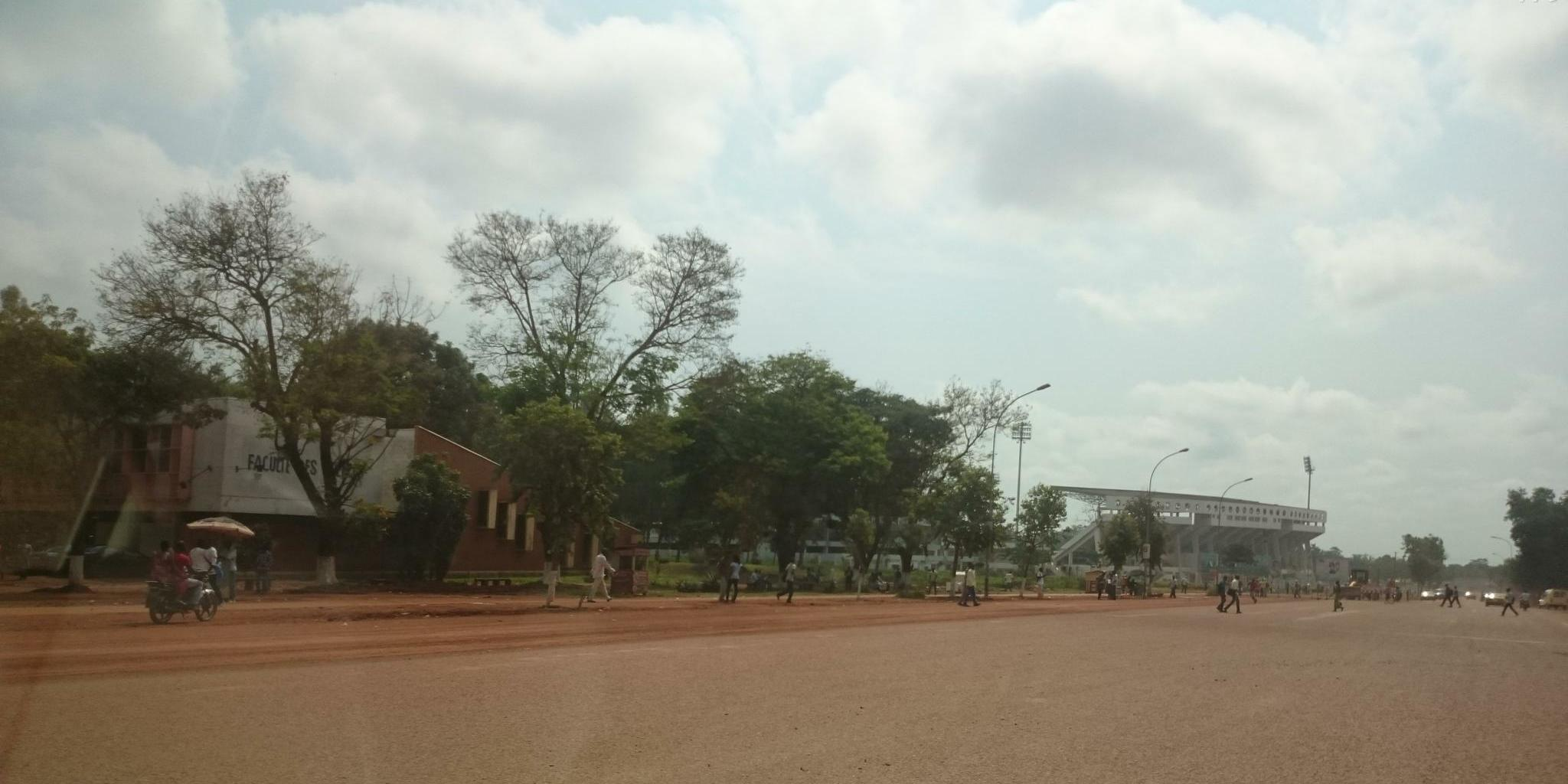